# Willi Heeks
Wilhelm Heeks, detto Willi (Moorlage, 13 febbraio 1922 – Bocholt, 13 agosto 1996), è stato un pilota automobilistico tedesco.
Ha partecipato ai Gran Premi di Germania nel 1952 e 1953 non portando mai a termine la gara.

## Risultati in Formula 1
| 1952 | Scuderia       | Vettura |  |  |  |  |  |     |  |  |  | Punti | Pos. |
| ---- | -------------- | ------- |  |  |  |  |  | --- |  |  |  | ----- | ---- |
| 1952 | Pilota privato | AFM     |  |  |  |  |  | Rit |  |  |  | 0     |      |

| 1953 | Scuderia       | Vettura        |  |  |  |  |  |  |     |  |  | Punti | Pos. |
| ---- | -------------- | -------------- |  |  |  |  |  |  | --- |  |  | ----- | ---- |
| 1953 | Pilota privato | Veritas Meteor |  |  |  |  |  |  | Rit |  |  | 0     |      |

| Legenda | 1º posto     | 2º posto | 3º posto    | A punti         | Senza punti/Non class.  | Grassetto – Pole position Corsivo – Giro più veloce |
| Legenda | Squalificato | Ritirato | Non partito | Non qualificato | Solo prove/Terzo pilota | Grassetto – Pole position Corsivo – Giro più veloce |